# Dalseo-gu
Dalseo-gu (koreanisch 달서구) ist einer der acht Stadtteile von Daegu und hat 579.352 Einwohner (Stand: 2019). Es handelt sich dabei um einen westlichen Bezirk der Stadt. Der Bezirk grenzt im Uhrzeigersinn an die Stadtteile Seo-gu, Jung-gu, Nam-gu und Dalseong-gun.
Dalseo-gu hat von allen Bezirken Daegus die meisten Einwohner.

## Verwaltung

Verwaltungseinheiten des Dalseo-gu

Dalseo-gu besteht aus 15 dong (Teilbezirke).
Als Bezirksbürgermeister amtiert Lee Tae-hun (이태훈). Er gehört der Mirae-tonghap-Partei an.